# Santiago Alejandro Rodríguez
Santiago Rodríguez (n. 23 de agosto de 1997; Arizona, San Luis, Argentina) es un futbolista argentino. Juega como delantero y su equipo actual es Sarmiento de Junín de la Primera División de Argentina.

## Trayectoria
Santiago Rodríguez, mientras disputaba las semifinal y final de los intercolegiales, de fútbol cinco, en la ciudad de Villa Mercedes, representado a la "Escuela Malvinas Argentinas" de Arizona, Néstor Gutiérrez, entrenador de la reserva de Estudiantes, asistió a esos partidos en los cuales Santiago brilló (4 goles en semifinal y otros 4 goles en la final), rápidamente se pusieron en contacto con el jugador para que llegue como refuerzo al equipo puntano para jugar en el Nacional “B”.
En su primera temporada estuvo de suplente en 22 encuentros de los cuales ingreso en 11. Debutó como profesional en la fecha 14 ante Central Córdoba de Santiago del Estero remplazando a Juan Manuel Marital a los 14 minutos del segundo tiempo. Su debut en la red llegó en la fecha  40 (convirtió solo un gol) descontando ante Instituto de Córdoba.

## Características
se desempeña como extremo y mediocampista externo tanto por izquierda como por derecha. Su pierna hábil es la izquierda, se destaca por su velocidad, agilidad y su cambio de ritmo.

## Estadísticas

### Clubes
Actualizado hasta su último partido disputado el 25 de julio de 2025.
| Club                              | Div.          | Temporada     | Liga  | Liga  | Liga   | Copas nacionales | Copas nacionales | Copas nacionales | Torneos internacionales | Torneos internacionales | Torneos internacionales | Total | Total | Total  |
| Club                              | Div.          | Temporada     | Part. | Goles | Asist. | Part.            | Goles            | Asist.           | Part.                   | Goles                   | Asist.                  | Part. | Goles | Asist. |
| --------------------------------- | ------------- | ------------- | ----- | ----- | ------ | ---------------- | ---------------- | ---------------- | ----------------------- | ----------------------- | ----------------------- | ----- | ----- | ------ |
| Estudiantes de San Luis Argentina | 2.ª           | 2015          | 11    | 1     | 1      | —                | —                | —                | —                       | —                       | —                       | 11    | 1     | 1      |
| Estudiantes de San Luis Argentina | 2.ª           | 2016          | 10    | 0     | 0      | 1                | 0                | 1                | —                       | —                       | —                       | 11    | 0     | 1      |
| Estudiantes de San Luis Argentina | 2.ª           | 2016-17       | 32    | 1     | 0      | —                | —                | —                | —                       | —                       | —                       | 32    | 1     | 0      |
| Estudiantes de San Luis Argentina | 2.ª           | 2017-18       | 11    | 1     | 0      | —                | —                | —                | —                       | —                       | —                       | 11    | 1     | 0      |
| Estudiantes de San Luis Argentina | 3.ª           | 2018-19       | 26    | 7     | 1      | 5                | 1                | 0                | —                       | —                       | —                       | 31    | 8     | 1      |
| Estudiantes de San Luis Argentina | 3.ª           | 2019-20       | 18    | 3     | 0      | 3                | 1                | 0                | —                       | —                       | —                       | 21    | 4     | 0      |
| Estudiantes de San Luis Argentina | Total club    | Total club    | 108   | 13    | 2      | 9                | 2                | 1                | 0                       | 0                       | 0                       | 117   | 15    | 3      |
| Club Almagro Argentina            | 2.ª           | 2020          | 5     | 1     | 0      | —                | —                | —                | —                       | —                       | —                       | 5     | 1     | 0      |
| Club Almagro Argentina            | 2.ª           | 2021          | 33    | 5     | 7      | —                | —                | —                | —                       | —                       | —                       | 33    | 5     | 7      |
| Club Almagro Argentina            | Total club    | Total club    | 38    | 6     | 7      | 0                | 0                | 0                | 0                       | 0                       | 0                       | 38    | 6     | 7      |
| Instituto de Córdoba Argentina    | 2.ª           | 2022          | 39    | 8     | 6      | —                | —                | —                | —                       | —                       | —                       | 39    | 8     | 6      |
| Instituto de Córdoba Argentina    | 1.ª           | 2023          | 27    | 3     | 4      | 7                | 0                | 0                | —                       | —                       | —                       | 34    | 3     | 4      |
| Instituto de Córdoba Argentina    | 1.ª           | 2024          | 10    | 5     | 1      | 12               | 2                | 0                | —                       | —                       | —                       | 22    | 7     | 1      |
| Instituto de Córdoba Argentina    | Total club    | Total club    | 76    | 16    | 11     | 19               | 2                | 0                | 0                       | 0                       | 0                       | 95    | 18    | 11     |
| Argentinos Juniors Argentina      | 1.ª           | 2024          | 12    | 0     | 0      | —                | —                | —                | —                       | —                       | —                       | 12    | 0     | 0      |
| Argentinos Juniors Argentina      | 1.ª           | 2025          | 10    | 0     | 0      | —                | —                | —                | —                       | —                       | —                       | 10    | 0     | 0      |
| Argentinos Juniors Argentina      | Total club    | Total club    | 22    | 0     | 0      | 0                | 0                | 0                | 0                       | 0                       | 0                       | 22    | 0     | 0      |
| Sarmiento de Junín Argentina      | 1.ª           | 2025          | 3     | 0     | 0      | —                | —                | —                | —                       | —                       | —                       | 3     | 0     | 0      |
| Sarmiento de Junín Argentina      | Total club    | Total club    | 3     | 0     | 0      | 0                | 0                | 0                | 0                       | 0                       | 0                       | 3     | 0     | 0      |
| Total carrera                     | Total carrera | Total carrera | 247   | 35    | 20     | 28               | 4                | 1                | 0                       | 0                       | 0                       | 275   | 39    | 21     |
| 1. 2.                             |               |               |       |       |        |                  |                  |                  |                         |                         |                         |       |       |        |